# 엘튼 딘
엘튼 딘(Elton Dean, 1945년 10월 28일 ~ 2006년 2월 8일)은 영국의 재즈 음악가로 알토 색소폰, 가끔 키보드 연주 등을 했다. 그는 캔터베리 신의 기둥으로 여겨졌다.

## 인생 및 경력
딘은 영국 노팅엄에서 태어났고, 태어난 직후 런던 투팅으로 이사했다. 1966년부터 1967년까지 딘은 롱 존 볼드리가 이끄는 밴드 블루솔로지의 멤버였다. 이 밴드의 피아니스트 레지날드 드와이트는 후에 딘과 볼드리의 이름을 그의 예명인 엘튼 존의 이름으로 합쳤다. 이 같은 사실은 에반 월시가 딘을 그려내는 엘튼 존의 삶과 경력을 전기적으로 그린 2019년 영화 《로켓맨》에서 주목받는다.
딘은 1968년부터 1970년까지 키스 티페트 섹스텟의 멤버로 명성을 쌓았고, 1969년부터 1972년까지 밴드 소프트 머신에서 명성을 쌓았다. 소프트 머신을 떠나기 직전에 그는 자신의 그룹인 저스트 어스를 시작했다.
딘의 마지막 음악적 협력에는 딘, 휴 호퍼, 소피아 도만치, 사이먼 구버트로 구성된 4중주단 소프트 바운스, 그리고 알렉스 맥과이어의 프로젝트 사이킥 워리어와 함께한 것도 포함되어 있다.

## 사망
딘은 1년 이상의 심장과 간 질환을 겪고 2006년 2월 8일 사망했다. 결국 그는 소프트 머신에서 시오 트래비스에 의해 대체되었다.